# Universidad Nacional de Loja
La Universidad Nacional de Loja es una institución pública de educación superior ubicada en la ciudad de Loja al sur del Ecuador.

## Historia
En 1859, el Gobierno Federal de Loja dirigido por don Manuel Carrión Pinzano por Decreto dispone que adscritos al Colegio San Bernardo (nombre primigenio de la actual Unidad Educativa del Milenio Bernardo Valdivieso), se impartan estudios de Jurisprudencia, Filosofía y Letras, Teología y Medicina, llegando a hacerse efectivos solamente los de Jurisprudencia, estableciéndose en este año los estudios universitarios en la ciudad.
Por lo que la Universidad Nacional de Loja, luego de la Universidad Central del Ecuador, es la segunda institución de educación superior más antigua del Ecuador. 
En 1895, con motivo de la revolución liberal el General Eloy Alfaro, Jefe Supremo de la República, se crea la Facultad de Jurisprudencia, adscrita todavía al colegio "San Bernardo", y le autoriza para que otorgue a sus egresados los títulos académicos de Licenciado, Doctor en Jurisprudencia y Abogado.

## Facultades y Carreras
La Universidad Nacional de Loja (UNL) en la actualidad posee cinco Facultades con un total de 47 carreras de pregrado y 44 de posgrado. 

#### Facultad Agropecuaria y de Recursos Renovables Naturales (FARRN)
- Ingeniería Agrónoma
- Ingeniería Agrícola
- Ingeniería Ambiental
- Ingeniería Forestal
- Medicina Veterinaria

#### Facultad de la Educación, el Arte y la Comunicación (FEAC)
- Artes Visuales
- Artes Musicales
- Pedagogía de la Lengua y la Literatura
- Comunicación
- Educación Básica
- Educación Especial
- Educación Inicial
- Pedagogía de la Actividad Física y Deporte
- Pedagogía de las Ciencias Experimentales - Informática
- Pedagogía de las Ciencias Experimentales - Matemática y Física
- Pedagogía de las Ciencias Experimentales - Química y Biología
- Pedagogía de los Idiomas Nacionales y Extranjeros
- Psicopedagogía

#### Facultad de la Energía, las Industrias y los Recursos Naturales No Renovables (FEIRNNR)
- Computación
- Ingeniería en Electricidad
- Ingeniería Electromecánica
- Ingeniería Automotriz
- Ingeniería en Minas
- Ingeniería en Telecomunicaciones

#### Facultad Jurídica, Social y Administrativa (FJSA)
- Administración de Empresas
- Administración Pública
- Contabilidad y Auditoría
- Derecho
- Economía
- Finanzas
- Trabajo Social
- Turismo

#### Facultad de Salud Humana (FSH)
- Enfermería
- Laboratorio Clínico
- Medicina
- Odontología
- Psicología Clínica

#### Unidad de educación a distancia
- Pedagogía de las Ciencias Experimentales - Informática (en línea)
- Educación Básica (en línea)
- Administración de Empresas (a distancia)
- Agronegocios (a distancia)
- Comunicación (a distancia)
- Contabilidad y Auditoria (a distancia)
- Derecho (a distancia)
- Psicopedagogía (a distancia)
- Trabajo Social (a distancia)
- Educación Inicial (a distancia)